# 光州線
光州線（クァンジュせん）は、光州広域市光山区の東松汀信号場から光州広域市北区の光州駅までを結ぶ韓国鉄道公社の鉄道路線。

## 路線概要
路線の距離は11.9kmと短いが、湖南線・慶全線と直通してソウル・大田方面などから直通列車が乗り入れる。
もともとは慶全線の一部であったが、2000年8月10日に慶全線が光州市街の南側をショートカットするルートに付け替えられたため、旧線のうち市中心部に近い光州駅へ湖南線方面から乗り入れるルートに関して、独立線名を与えて残したものである。
日本統治時代は、朝鮮総督府鉄道が運営していた同名の路線が松汀里駅（現・光州松汀駅）と北方の潭陽を結ぶ路線として存在していたが、戦時中に線路供用のため運行中止、のちに光州以遠はそのまま廃止されている（光州までは慶全線に編入）。
2015年4月の湖南高速線第1期区間の完成に伴い、北松汀三角線を経由してのKTXの乗り入れが廃止された。

## 歴史
- 1922年7月1日：南朝鮮鉄道全南線として松汀里駅（現：光州松汀駅） - 光州駅間開業。
- 1922年12月1日：全南線光州駅 - 潭陽駅間が開業[1]。
- 1928年1月1日：朝鮮鉄道全南線松汀里駅 - 潭陽駅が朝鮮総督府鉄道に編入され、光州線に改称[2]。
- 1929年2月26日：南朝鮮鉄道光麗線として光州駅 - 宝城駅 - 麗水港駅間着工。
- 1930年12月20日：光麗線開業。
- 1936年3月1日：光麗線が朝鮮総督府鉄道に編入され、松汀里駅 - 麗水港駅間を松麗線に改称。光州線は光州駅 - 潭陽駅間のみとなる。
- 1936年12月16日：慶全北部線が全線開通、順天駅 - 松汀里駅間が慶全西部線に改称。
- 1939年12月29日：潭陽駅 - 金池駅間着工。
- 1944年6月15日：雲岩駅、望月駅、馬項駅廃止[3]。
- 1944年10月31日：光州駅 - 潭陽駅間廃止。これに伴い光州線の路線名は消滅する。
- 1955年9月1日：慶全西部線が光州線に改称[4]。
- 1958年4月29日 - 雲岩駅再開業。
- 1958年11月1日 - 雲岩駅が北光州駅に改称。
- 1965年7月3日：光州線支線として光州駅 - 金池駅間再着工[5]。当区間は未成線のまま工事中断される。
- 1968年2月7日：晋州線および光州線が統合され、慶全線に改称[6]。
- 1969年7月25日：光州駅が現在の位置に移転[7]。
- 1974年8月15日 - 北光州駅廃止[8]。
- 1995年12月27日：慶全線光州市内区間の移設工事開始[9]。
- 2000年8月10日：光州市内区間の移設工事に伴い松汀里駅 - 孝泉駅間11.0kmの新線が完成し、光州駅 - 孝泉駅間10.8km廃止[10]。松汀里駅 - 光州駅間が光州線に改称。
- 2001年9月6日：湖南線益山駅 - 松汀里駅 - 光州駅間に電化工事開始。
- 2004年3月24日：複線電化工事完成。
- 2004年4月1日：KTX営業開始。
- 2006年10月31日：慶全線直通列車の運行終了。
- 2015年4月1日：湖南高速線開業に伴い当駅発着のKTX運行終了。
- 2016年12月9日：ヌリロ運行開始。
- 2019年4月17日：鉄道路線番号が30704に変更[11]。
- 2020年3月1日：ヌリロ運行終了。
- 2023年12月17日：通勤列車の運行終了。

## 駅一覧
- ●：全列車停車、▲：一部列車停車、|：全列車通過
- 駅所在地は全線光州広域市内。

| 東松汀信号場 | 동송정신호소 | 1.4 | 0.0  | \| | \| | 韓国鉄道公社：慶全線          | 光山区 |
| 極楽江駅     | 극락강역     | 4.5 | 4.5  | \| | ▲  |                               | 光山区 |
| 光州駅       | 광주역       | 7.4 | 11.9 | ●  | ●  | 光州交通公社：2号線（建設中） | 北区   |

### 廃駅
- 北光州駅 - 極楽江駅と光州駅との間に存在した。1974年8月15日廃止。

### 朝鮮総督府鉄道
- 1944年11月1日廃止。
- 接続路線・所在地は当時のもの。

| 駅名   | 駅名     | 駅間キロ (km) | 累計キロ (km) | 接続路線                             | 所在地          |
| 日本語 | ハングル | 駅間キロ (km) | 累計キロ (km) | 接続路線                             | 所在地          |
| ------ | -------- | ------------- | ------------- | ------------------------------------ | --------------- |
| 光州駅 | 광주역   | 0.0           | 0.0           | 朝鮮総督府鉄道：光州線（松汀里方面） | 光州府          |
| 望月駅 | 망월역   | 5.6           | 5.6           |                                      | 光州府          |
| 長山駅 | 장산역   | 2.4           | 8.0           |                                      | 全羅南道 潭陽郡 |
| 馬項駅 | 마항역   | 2.6           | 10.6          |                                      | 全羅南道 潭陽郡 |
| 潭陽駅 | 담양역   | 2.8           | 13.4          |                                      | 全羅南道 潭陽郡 |